# Chiasmocleis lacrimae
Espèce
Synonymes
- Chiasmocleis carvalhoi Cruz, Caramaschi & Izeckson, 1997

Statut de conservation UICN

 EN B2ab(iii) : En danger
Chiasmocleis lacrimae est une espèce d'amphibiens de la famille des Microhylidae.

## Répartition
Cette espèce est endémique du Brésil. Elle se rencontre dans les États de Bahia, d'Espírito Santo, de Rio de Janeiro et de São Paulo.

## Taxinomie
Cruz, Caramaschi & Izeckson ont décrit Chiasmocleis carvalhoi en 1997 ; à la suite du déplacement de Syncope carvalhoi Nelson, 1975 dans le genre Chiasmocleis par Peloso, Sturaro, Forlani, Gaucher, Motta & Wheeler en 2014 ce nom devenait préoccupé par Chiasmocleis carvalhoi (Nelson, 1975) ; Peloso, Sturaro, Forlani, Gaucher, Motta & Wheeler l'ont donc renommé en Chiasmocleis lacrimae.

## Étymologie
Le nom spécifique lacrimae vient du latin lacrima, la larme, en référence à la forme du corps de la plupart des espèces de la sous-famille des Gastrophryninae.

## Publications originales
- Cruz, Caramaschi & Izeckson, 1997 : The genus Chiasmocleis Méhely, 1904 (Anura, Microhylidae) in the Atlantic Rainforest of Brazil, with description of three new species. Alytes, vol. 15, no 2, p. 49-71.
- Peloso, Sturaro, Forlani, Gaucher, Motta & Wheeler, 2014 : Phylogeny, taxonomic revision, and character evolution of the genera Chiasmocleis and Syncope (Anura, Microhylidae) in Amazonia, with descriptions of three new species. Bulletin of the American Museum of Natural History, no 136, p. 1–96 (texte intégral).